# 로버트 퓰러

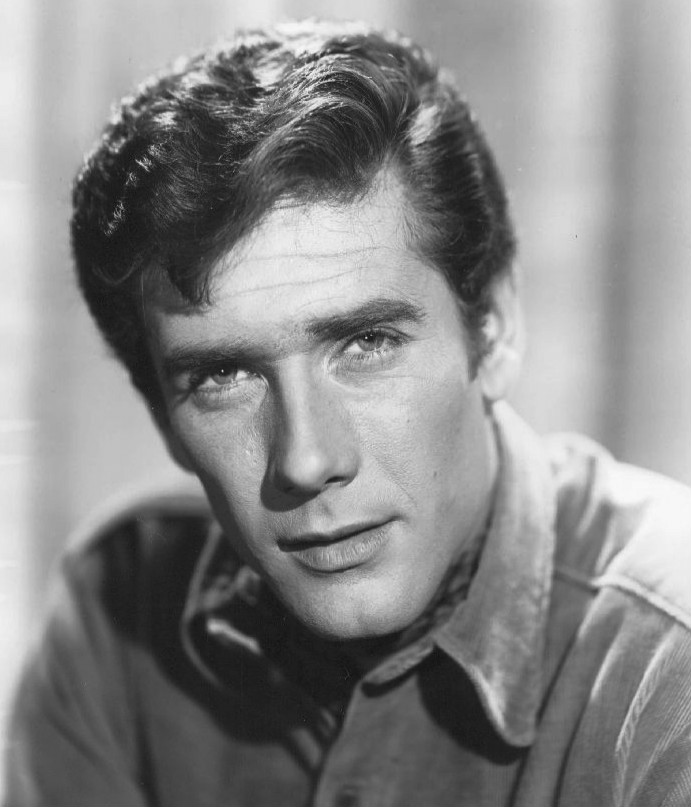

로버트 풀러(Robert Fuller, 1933년 7월 29일 ~ )는 미국의 배우이다.
트로이에서 태어났다.

## 출연 작품

### 영화
- Latin Lovers (1953)
- 캘러미티 제인 (1953)
- 신사는 금발을 좋아한다 (1953)
- 아이 러브 멜빈 (1953, I Love Melvin)
- Meet Me in Las Vegas (1956)
- 아로스 행성에서 온 뇌 (1957, The Brain from Planet Arous)
- 돌아온 황야의 7인 (1966, Return of the Seven) - 빈 역
- 시나이 특공대 (1968, Sinai Commandos: The Story of the Six Day War)
- 위기일발 해안 열차 (1979, Disaster on the Coastliner)
- Separate Ways (1981)
- 메가포스 군단 (1982, Megaforce) - 비행사 역
- 프로그램 (1993)
- 매버릭 (1994)

### 텔레비전
- 119 구조대 (1972-78)
- 사랑의 유람선 (1982-85)
- 더 폴 가이 (1983-86)
- 닥터 슬론 (1997-2000)
- 시티 레인져 (1997-2001)